# Paulhac-en-Margeride
 Paulhac-en-Margeride  es una población y comuna francesa, situada en la región de Languedoc-Rosellón, departamento de Lozère, en el distrito de Mende y cantón de Le Malzieu-Ville.

## Demografía
| 211 | 192 | 178 | 154 | 127 | 120 |
| Para los censos de 1962 a 1999 la población legal corresponde a la población sin duplicidades (Fuente: INSEE [Consultar]) |     |     |     |     |     |